# Ed Sheeran
Edward Christopher "Ed" Sheeran, född 17 februari 1991 i Halifax i England, är en brittisk singer-songwriter. Sheeran är en av världens mest framgångsrika artister.
Sheeran släppte sitt första studioalbum 2011 med titeln + (uttalas "Plus"), det andra 2014 med titeln × (uttalas "Multiply"), det tredje 2017 med titeln ÷ (uttalas "Divide"), det fjärde 2021 med titeln = (uttalas "Equals") och det femte 2023 med titeln – (uttalas "Subtract").

## Biografi
Edward Christopher Sheeran föddes i Halifax, West Yorkshire, Suffolk i England den 17 februari 1991. Hans tidiga barndomshem var i Hebden Bridge, men hans familj flyttade år 1995 till Framlingham. Hans far John Sheeran är konstkurator och föreläsare. Hans mor Imogen Sheeran är smyckesdesigner. Sheeran har en äldre bror, Matthew Sheeran, som är klassisk kompositör och doktorand i musik. Sheerans farföräldrar var irländska.
Sheeran sjöng i kyrkokör från fyra års ålder, lärde sig spela gitarr vid elva års ålder, och började skriva låtar under sin tid på Thomas Mills High School i Framlingham.
Ed Sheeran gifte sig med Cherry Seaborn år 2019. De har två barn tillsammans, födda 2020 och 2022.

## Karriär

### 2004–2010: Karriären börjar
Ed Sheeran började spela in sin egen musik 2004. Sheeran släppte flera EP under de efterföljande åren.

### 2011–2013:+
Sheeran släppte sitt första studioalbum 2011 med titeln + (läses som "plus").
År 2012 började Sheeran bli populär utomlands efter att han varit gästartist på Taylor Swifts fjärde studioalbum Red. "The A Team" blev nominerad som årets låt på 2013 års Grammy Awards där han även framförde låten live tillsammans med Elton John. Han tillbringade mycket av 2013 som öppningsakt för Taylor Swifts The Red Tour i Nordamerika.
Han har skrivit låtarna "Moments", "Little Things", "Over Again" och "18" till bandet One Direction. Efter att bandet splittrats har han bland annat hjälpt bandmedlemmen Liam Payne att skriva låten ’Strip That Down’. 2013 skrev han låten "I See Fire" som användes på det officiella soundtracket till filmen Hobbit: Smaugs ödemark. Hans låt ’All Of The Stars’ skrevs även samma tid och var med i filmen The Fault In Our Stars (Förr eller senare exploderar jag).

### 2014–2015:×
Hans andra studioalbum, × (läses som "multiply"), släpptes den 23 juni 2014. Det toppade i Storbritannien och USA. År 2015 vann × Brit Awards för årets album, och han fick Ivor Novello Award som årets låtskrivare. Hans singel från ×, "Thinking Out Loud", gav honom två Grammy Awards vid 2016 års ceremoni: Årets sång och Bästa Pop Solo Performance.

### 2016–2018:÷

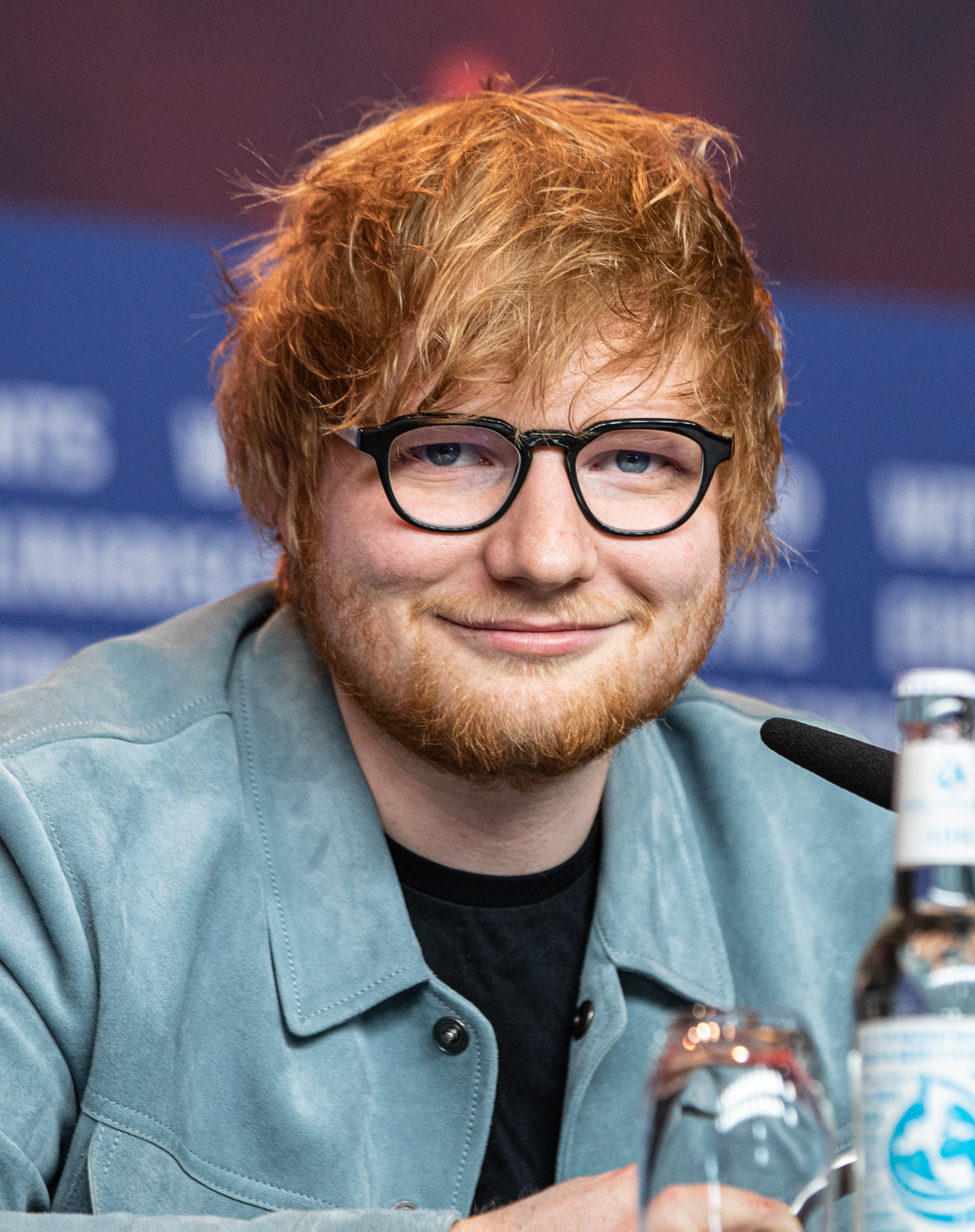
Sheeran 2018

Sheerans tredje album, ÷ (läses som "divide"), släpptes i mars 2017. Albumet öppnade som nummer ett i Storbritannien, USA och andra stora marknader. De första två singlarna från albumet "Shape of You" och "Castle on the Hill" släpptes i januari 2017 och slog rekord i ett antal länder, däribland Storbritannien, Australien och Tyskland. Han blev den första artisten som haft två helt nya låtar på Billboard Hot 100s topp 10-lista samma vecka. I mars 2017 hade Sheeran haft fler tio i topp 10-singlar från ÷ på UK Singles Chart än Calvin Harris, som tidigare haft flest topp 10-singlar från ett och samma album. Sheerans fjärde singel från  albumet ÷, "Perfect", nådde nummer ett i Storbritannien och Australien, medan "Perfect Duet", en akustisk version med Beyoncé, nådde nummer ett i USA. Sheeran dök år 2017 upp på Debrett's lista över de mest inflytelserika människorna i Storbritannien.

### 2019–2022:No.6 Collaborations Projectoch=
Under 2011 innan det första studioalbumet släppte Sheeran bland annat EP:n No. 5 Collaborations Project och 2019 utgav han albumet No.6 Collaborations Project, där han släppte låtar med andra artister.

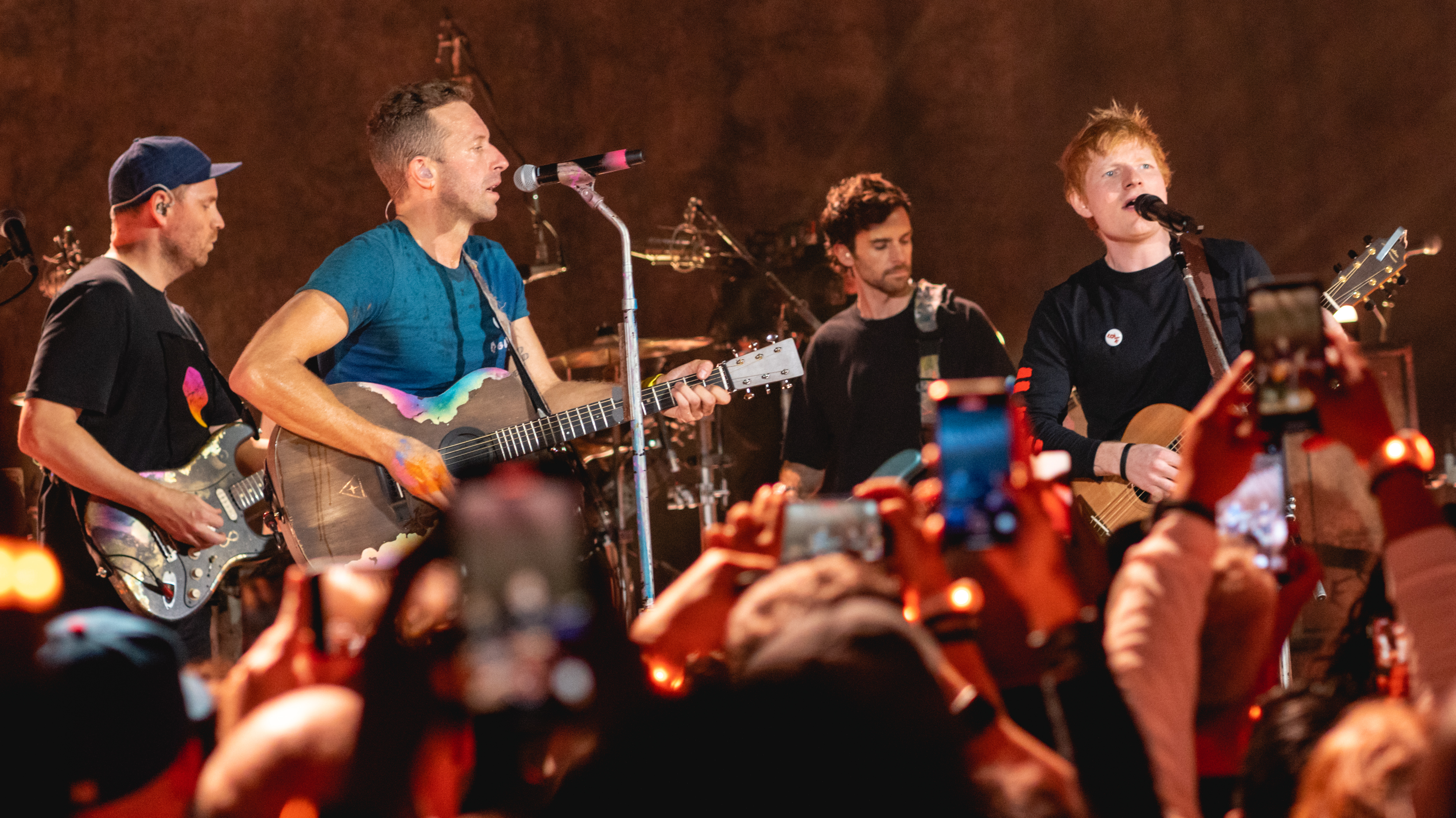
Sheeran gästar Coldplay under en spelning i London 2021

Den 25 juni 2021 släppte Sheeran den första singeln "Bad Habits" till sitt kommande och fjärde studioalbum, den andra singeln "Shivers" släpptes i september.
Albumet = (läses som "equals") släpptes den 29 oktober 2021 och samma dag släpptes även låten "Visiting Hours".
Tillsammans med Elton John släppte Sheeran i december 2021 låten "Merry Christmas".

### 2023:-ochAutumn Variations
I november 2022 lade Ed Sheeran upp ett inlägg på sociala medier i samband med att hans låt "Shivers" nådde en miljard streams på Spotify där han tackade alla som hade lyssnat, och passade på att avslöja att han höll på att spela in en musikvideo för en låt från sitt nästa studioalbum som kommer 2023, och att han skulle logga ut ifrån sociala medier fram till dess.
I intervjuer under 2022 har Sheeran avslöjat att hans nästa album kommer heta - (läses som "Subtract") och att det kommer vara hans sista album namngett efter matematiska symboler, men att han kommer fortsätta släppa album med olika andra typer av symboler som namn.
Den 17 januari 2023 återvände Sheeran till Instagram för att utannonsera ett framträdande via SBTV, där han ska framföra en låt för att hedra sin vän Jamal Edwards som gick bort i februari 2022 och var SBTV:s grundare.
Sheerans eget märke av chilisåser vid namn Tingly Teds utannonserades den 21 februari.
1 mars 2023 utannonserade Sheeran sitt femte studioalbum – (uttalas Subtract) och dess utgivningsdatum, 5 maj 2023. Albumet kommer, enligt dess trailer och Sheerans hemsida, att innehålla 14 låtar i sin standardutgåva och 18 låtar i dess Deluxe-utgåva. Albumets första singel "Eyes Closed" tillkännagavs den 9 mars och släpptes den 24 mars 2023.
Den 20 mars utannonserade Sheeran och Disney en dokumentärserie i fyra delar om hans liv, kallad "The Sum of It All" som släpps på Disney+ den 3 maj 2023, i samband med släppet av Subtract.
Efter att ha laddat upp diverse "reklamfilmer" på sina sociala medier samt efter att flera gånger ha uttryckt att "Autumn is coming" så utannonserade Sheeran den 24 augusti att han skulle släppa ännu ett nytt album vid namn Autumn Variations den 29 september, endast lite mer än fyra månader efter Subtract. Albumet är det första som Sheeran släpper under sitt eget skivbolag Gingerbread Man Records, samt hans första studioalbum som inte är döpt efter en symbol. I likhet med Subtract är även Autumn Variations producerat av The National-medlemmen Aaron Dessner.

## Priser och nomineringar
Sheeran utmärktes riddare (MBE) av Brittiska imperieorden år 2017.
Sheeran har vunnit många priser för sina album genom åren. Bland annat hans första album plus +, har blivit certifierat som sexfaldig platinum i Storbritannien. År 2012 vann han två stycken 'BRIT Awards' för bästa brittiska manliga solo-artisten, och årets brittiska genombrott medan låten "The A Team" också vann 'Ivor Novello Award' för bästa låten musikaliskt och lyriskt.
Sheeran har sålt mer än 150 miljoner skivor i hela världen. Två av hans album är listade som några av de bäst säljande albumen i Storbritanniens historia: × på nummer 20, och ÷ på nummer 34.
I december 2019 angav Official Charts Company honom som den största artisten det årtiondet, med störst framgång på "The UK album and singles charts" under 2010-talet. Globalt har Spotify gett honom titeln som den andra mest spelade artisten under årtiondet och den mest spelade artisten någonsin. I början av mars 2017 hade hans ÷-turné rekordet som den största turnén någonsin och den avslutades i augusti 2019.

## Diskografi

### Studioalbum
| År   | Titel             |
| ---- | ----------------- |
| 2011 | +                 |
| 2014 | ×                 |
| 2017 | ÷                 |
| 2021 | =                 |
| 2023 | –                 |
| 2023 | Autumn Variations |
| 2025 | Play              |

### Kollaborationsprojekt
| År   | Titel                       | Typ   |
| ---- | --------------------------- | ----- |
| 2011 | No.5 Collaborations Project | EP    |
| 2019 | No.6 Collaborations Project | Album |

### EP-skivor
| År   | Titel                       |
| ---- | --------------------------- |
| 2009 | You Need Me                 |
| 2010 | Loose Change                |
| 2010 | Songs I Wrote With Amy      |
| 2011 | No.5 Collaborations Project |
| 2017 | Spotify Singles             |

### Livealbum

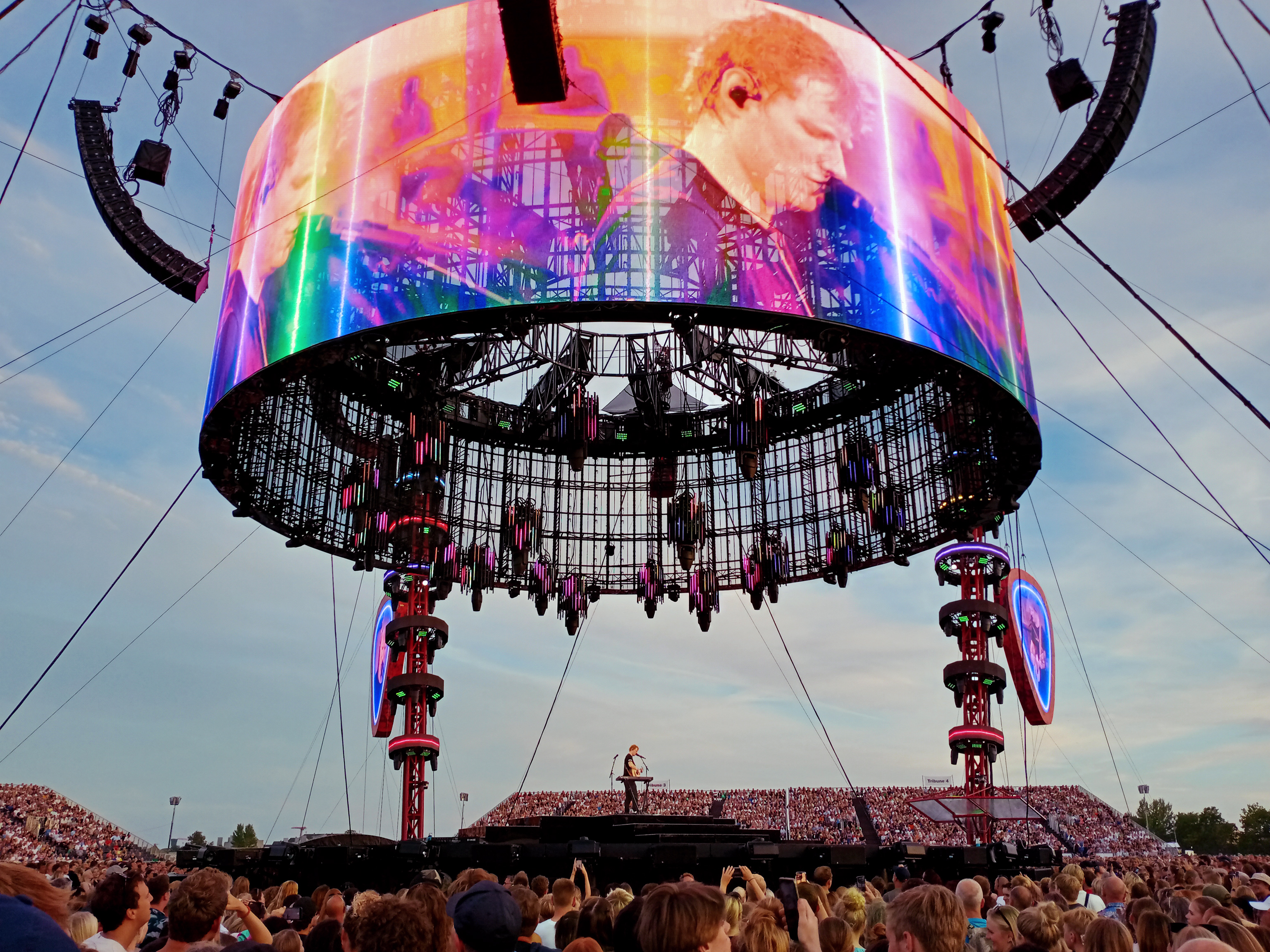
Sheeran under ett uppträdande 2022

| År   | Titel                                        |
| ---- | -------------------------------------------- |
| 2011 | Live at the Bedford                          |
| 2011 | Spotify Session                              |
| 2011 | iTunes Festival: London 2011                 |
| 2012 | iTunes Festival: London 2012                 |
| 2014 | Live and in Session                          |
| 2014 | Deezer Session                               |
| 2023 | Autumn Variations (Fan Living Room Sessions) |

### Singlar
| År   | Titel                                                           | Album/EP                                                |
| ---- | --------------------------------------------------------------- | ------------------------------------------------------- |
| 2011 | The A Team                                                      | +                                                       |
| 2011 | You Need Me, I Don't Need You                                   | +                                                       |
| 2011 | Lego House                                                      | +                                                       |
| 2012 | Drunk                                                           | +                                                       |
| 2012 | Small Bump                                                      | +                                                       |
| 2012 | Give Me Love                                                    | +                                                       |
| 2013 | I See Fire                                                      | The Hobbit: The Desolation of Smaug Soundtrack          |
| 2014 | Sing                                                            | ×                                                       |
| 2014 | Don't                                                           | ×                                                       |
| 2014 | Thinking out Loud                                               | ×                                                       |
| 2015 | Bloodstream (Solo eller med Rudimental)                         | ×                                                       |
| 2015 | Photograph                                                      | ×                                                       |
| 2017 | Castle on The Hill                                              | ÷                                                       |
| 2017 | Shape of You                                                    | ÷                                                       |
| 2017 | Galway Girl                                                     | ÷                                                       |
| 2017 | Perfect                                                         | ÷                                                       |
| 2018 | Happier                                                         | ÷                                                       |
| 2019 | I Don't Care (med Justin Bieber)                                | No.6 Collaborations Project                             |
| 2019 | Cross Me (med Chance the Rapper & PnB Rock)                     | No.6 Collaborations Project                             |
| 2019 | Beautiful People (med Khalid)                                   | No.6 Collaborations Project                             |
| 2019 | BLOW (med Chris Stapleton & Bruno Mars)                         | No.6 Collaborations Project                             |
| 2019 | Best Part of Me (med Yebba)                                     | No.6 Collaborations Project                             |
| 2019 | Antisocial (med Travis Scott)                                   | No.6 Collaborations Project                             |
| 2019 | South of the Border (med Camila Cabello & Cardi B)              | No.6 Collaborations Project                             |
| 2019 | Take Me Back to London (med Stormzy)                            | No.6 Collaborations Project                             |
| 2020 | Afterglow                                                       | = (Tour Edition)                                        |
| 2021 | Bad Habits                                                      | =                                                       |
| 2021 | Shivers                                                         | =                                                       |
| 2021 | Overpass Grafitti                                               | =                                                       |
| 2021 | Merry Christmas (med Elton John)                                | = (Tour Edition)                                        |
| 2021 | Peru (Fireboy DML feat. Ed Sheeran)                             | = (Tour Edition)                                        |
| 2022 | The Joker & The Queen (med Taylor Swift)                        | = (Tour Edition)                                        |
| 2022 | Sigue / Forever My Love (Ed Sheeran & J Balvin)                 | fristående singlar                                      |
| 2022 | 2step (solo, med Lil Baby eller med artister från olika länder) | = (Tour Edition) & 2step (The Remixes)                  |
| 2022 | Celestial                                                       | Pokémon Scarlet & Violet (TV-spel till Nintendo Switch) |
| 2023 | F64                                                             | fristående singel                                       |
| 2023 | Eyes Closed                                                     | -                                                       |
| 2023 | Boat                                                            | -                                                       |
| 2023 | Life Goes On (solo eller med Luke Combs)                        | -                                                       |
| 2023 | A Beautiful Game                                                | Ted Lasso - Soundtrack                                  |
| 2024 | Under The Tree (from "That Christmas")                          | That Christmas - Soundtrack                             |
| 2025 | Azizam                                                          | Play                                                    |
| 2025 | Old Phone                                                       | Play                                                    |
| 2025 | Sapphire                                                        | Play                                                    |
| 2025 | Drive                                                           | F1: The Movie - Soundtrack                              |

### Artistsamarbeten (i urval)
- "Lately" med Devlin (2011)
- "You" med Wiley (2011)
- "Family" med P Money (2011)
- "Radio" med JME (2011)
- "Little Lady"  med Mikill Pane (2011)
- "Drown me" med Ghetts (2011)
- "Nightmares" med Random Impulse, Sway och Wretch 32 (2011)
- "Goodbye to You" med Zeph Ellis och Dot Rotten (2011)
- "The Slumdon Bridge" med Yelawolf (2012)
- "Watchtower" med Devlin (2012)
- "Everything Has Changed" med Taylor Swift (2012)
- "Little Things" med One Direction (2012)
- "Top Floor" med Naughty Boy (2013)
- "Old School Love" med Lupe Fiasco (2013)
- "Be My Forever" med Christina Perri (2014)
- "All About It" med Hoodie Allen (2014)
- "Love Yourself" med Justin Bieber (2015)
- "End Game" med Taylor Swift (2017)
- "Your Song" med Rita Ora (2017)
- "I Don't Care" (med Justin Bieber) (2019)
- "Cross Me" (feat. Change The Rapper & PnB Rock) (2019)
- "Beautiful People" (feat. Khalid) (2019)
- "Best Part of Me" (feat. Yebba) (2019)
- "BLOW" (med Chris Stapleton & Bruno Mars) (2019)
- "Way to Break My Heart" (feat. Skrillex) (2019)
- "South of the Border" (feat. Camila Cabello & Cardi B) (2019)
- "Put It All on Me" (feat. Ella Mai) (2019)
- "Nothing on You" (feat. Paulo Londra & Dave) (2019)
- "I Don't Want Your Money" (feat. H.E.R.) (2019)
- "Feels" (feat. Young Thug & J Hus) (2019)
- "Sword Of The Stone - Gingerbread Mix" med Passenger (2021)
- "Merry Christmas" med Elton John (2021)

## Filmografi
| År   | Titel                                          | Roll                   | Noter                              | Referenser    |
| ---- | ---------------------------------------------- | ---------------------- | ---------------------------------- | ------------- |
| 2014 | Shortland Street                               | sig själv              |                                    | [ 25 ]        |
| 2014 | Undateable                                     | sig själv              |                                    | [ 26 ]        |
| 2015 | Home and Away                                  | Teddy                  | 1 avsnitt                          | [ 27 ]        |
| 2015 | The Bastard Executioner                        | Sir Cormac             | 5 avsnitt                          | [ 28 ]        |
| 2015 | Jumpers for Goalposts: Live at Wembley Stadium | sig själv              | Konsert film                       | [ 29 ]        |
| 2016 | Bridget Jones' Baby                            | sig själv              |                                    | [ 30 ]        |
| 2016 | Popstar: Never Stop Never Stopping             | sig själv              |                                    | [ 31 ]        |
| 2017 | Game of Thrones                                | Lannister soldier      | Avsnitt: "Dragonstone"             | [ 32 ]        |
| 2018 | The Simpsons                                   | Brendan (röst)         | Avsnitt: "Haw-Haw Land"            | [ 33 ]        |
| 2018 | Songwriter                                     | sig själv              | Dokumentär                         | [ 34 ]        |
| 2019 | Yesterday                                      | sig själv              | drama, fantasyfilm                 | [ 35 ]        |
| 2019 | Modern Love                                    | Mick                   | Avsnitt: "Hers was a World of One" | [ 36 ]        |
| 2019 | Star Wars: The Rise of Skywalker               | Alien och Stormtrooper |                                    | [ 37 ] [ 38 ] |
| 2021 | Red Notice                                     | sig själv              | Cameo                              | [ 39 ]        |